# Мартусівська сільська рада
| Мартусівська сільська рада — орган місцевого самоврядування у Бориспільському районі Київської області з адміністративним центром у с. Мартусівка. Сільській раді підпорядковані населені пункти: - с. Мартусівка |

## Склад ради
Рада складається з 16 депутатів та голови.

### Керівний склад ради
| ПІБ                      | Основні відомості                                                 | Дата обрання | Дата звільнення |
| ------------------------ | ----------------------------------------------------------------- | ------------ | --------------- |
| Косовець Василь Іванович | Сільський голова, 1962 року народження, освіта, безпартійний      | 26.03.2006   | 31.10.2010      |
| Косовець Василь Іванович | Сільський голова, 1962 року народження, освіта вища, безпартійний | 31.10.2010   |                 |

Примітка: таблиця складена за даними джерела